# Años 260
Los años 260 o década del 260 empezó el 1 de enero del 260 y terminó el 31 de diciembre del 269.

## Acontecimientos
- San Félix I sucede a San Dionisio como papa en el año 269
- Batalla del lago Benaco